# نام‌های عبرانی و کتاب مقدسی در اروپا و آمریکا
- گابریل،گابریلا = جبرئیل (از فرشتگان خدا)
- مایکل،میشل،میگوئل،میخاییل = میکائیل (از فرشتگان خدا)
- جاش،جاشوا= یوشع (نام پیامبری که پس از موسی فراخوانده شد)
- مَتئو،مَتیو = متی (حواری عیسا مسیح و نویسنده نخستین انجیل از چهار انجیل)
- لوک = لوقا (حواری مسیح و نویسنده دومین انجیل از چهار انجیل)
- مارک،مارکو = مرقُس (حواری مسیح و نویسنده سومین انجیل از چهار انجیل)
- جان،جوانا،یوانا = یوحنّا (حواری مسیح و نویسنده چهارمین انجیل و «مکاشفه یوحنا»)
- امانوئل = عمانوئیل (از نام‌های عیسای مسیح و به معنی «خدا با ماست»)
- استیو (به انگلیسی: Steave) یا استیون  یا استیفن  یا استفان  ---> استیفان (از شاگردان نخستین مسیح و نخستین شهید کلیسا)
- سام  ، سَم ،  ساموئل  ---> سموئیل (از انبیای عهد عتیق)
- نُوا  ---> نوح
- ایو (به انگلیسی: Eve) ---> حوا
- جاکوب یا یاکوب یا ژاک  یا زاک یا جیمز (به انگلیسی: james) ---> یعقوب (در کتاب مقدس چندین یعقوب هست) ضمنا یعقوب را در اسپانیا سانتیاگو می‌گویند.
- یوزف  یا جوزف یا ژوزف یا ژوزفین  ---> یوسف
- جرمی  ---> اِرمیا (از انبیای عهد عتیق)
- آبراهام (به انگلیسی: Abraham) ---> ابراهیم
- پُل (به انگلیسی: Poul) یا پاول (در انگلستان) ----> پولس (رسول مسیح برای غیر یهودیان- در انجیل از او به نام «سولس» نیز یاد شده)
- پیت (به انگلیسی: Pit) یا پیتر (به انگلیسی: Piter) یا پطرس  ---> پطرس (حواری و رسول مسیح)
- دیوید (به انگلیسی: David) یا دِیوی دِیو  ---> داوود نبی
- لیز  یا الیزه  یا الیزا  یا الیزابت  ---> «الیصابات» (نام همسر «زکریا» پدر «یحیی» از پیامبران خدا)
- سوزان (به انگلیسی: Susan) سوزی  ---> سوسن (یا سوسان) (از زنانی که مسیح را مشایعت می‌کردند)
- متیوس یا مَت (در انگلستان) ----> متیاس (حواری و رسول مسیح)
- فیلیپ (به انگلیسی: Philip) یا فیل  ---> فیلیپُس (حواری و رسول مسیح)
- سایمون (به انگلیسی: Simon) ---> شمعون (حواری اصلی و شاگرد مورد اعتماد عیسی مسیح که به پطرس ملقب است، همچنین نام یکی دیگر از حواریون نیز بوده.)
- ایزاک (به انگلیسی: isac) اسحاق (پیامبر پسرابراهیم پیامبر)
- جورج یا گریگر یا گئورگ ---> جرجیس (پیامبر بعد از حواریون عیسی پیامبر)